# Calyptrosciadium
Calyptrosciadium là chi thực vật có hoa trong họ Apiaceae.